# Persicaria sinuata
Persicaria sinuata là một loài thực vật có hoa trong họ Rau răm. Loài này được (Royle ex Bab.) Rajbh. & R.Joshi miêu tả khoa học đầu tiên năm 1995.